# حشره‌خوار آراسته
 حشره‌خوار آراسته (نام علمی: Sorex ornatus) نام یک گونه از سرده حشره‌خوارهای دم‌دراز است.